# الکسیس وگا (بازیکن فوتبال، زاده ۱۹۹۳)
الکسیس وگا (انگلیسی: Alexis Vega؛ زادهٔ ۱ مهٔ ۱۹۹۳) بازیکن فوتبال اهل آرژانتین است.
از باشگاه‌هایی که در آن بازی کرده‌است می‌توان به باشگاه فوتبال ال پورونیر اشاره کرد.